# Save the Ship
Save the Ship è un cortometraggio muto del 1923 diretto da George Jeske e Hal Roach, prodotto da Hal Roach con Stan Laurel.
Il cortometraggio fu distribuito il 18 novembre 1923.

## Trama
Stanlio, sua moglie e il suocero lavorano su una grande chiatta nel mare per la pesca. Hanno una piccola casupola e un orticello che coltivano. A causa dei pasticci di Stanlio, non riescono a pescare nulla...e la chiatta finirà per affondare rovinosamente. 

## Cast
- Stan Laurel - marito
- Marie Mosquini - moglie
- Mark Jones - suocero